# Forum Geometricorum
Forum Geometricorum est une revue scientifique en langue anglaise dans le domaine de la géométrie euclidienne classique.
Elle est publiée aux États-Unis par la Florida Atlantic University depuis 2001. Depuis 2019 et le départ à la retraite de Paul Yui, le site n'accepte plus de nouvelles contributions et n'est plus actif depuis juin 2024.
Forum Geometricorum est gratuite et publiée en ligne en PDF et PostScript.
Elle vise un large public, des mathématiciens aux enseignants du secondaire, étudiants et amateurs.